# 粟津湖底遺跡
粟津湖底遺跡（あわづこていいせき）は、滋賀県大津市粟津町・晴嵐沖の琵琶湖湖底にある縄文時代を中心とする遺跡。同時代の貝塚を主体とすることから粟津貝塚（あわづかいづか）とも呼ばれる。

## 概要
瀬田川の河口に近い、水深2〜3メートルの琵琶湖湖底に立地する。この貝塚が形成された縄文時代中期頃の琵琶湖の水位は現在よりも低く、当時は琵琶湖湖岸に立地していた。なお当地は当時の琵琶湖東岸であったとの調査結果がある。のちの時代の変動（水位上昇または地盤の沈降）により琵琶湖底に水没したと考えられている。
1952年（昭和27年）に地元の漁師が網から縄文土器を引き上げたことから注目され、同年に藤岡謙二郎によって発見された。1952年（昭和27年）当時は湖底に白い貝殻が堆積している様子が船上からでも確認できたという。
1980年代以後、潜水調査やボーリング調査によって東西190メートル・南北230メートルにわたる3層からなる貝塚があることが確認された。
最初に確認された2カ所の貝塚は、「粟津第1貝塚」・「第2貝塚」と命名された。その後、安全な船舶航路の確保のため湖底を浚渫する計画が持ち上がり、既知の2貝塚の位置を回避するルートが計画されたが、事前調査により航路計画範囲にも未知の貝塚が発見され、「第3貝塚」と命名された。第3貝塚は航路浚渫の必要性から現地保存が出来ず、発掘調査による記録保存措置がとられる事となり、1990年（平成2年）から1991年（平成3年）にかけて、調査対象範囲を鋼矢板（シートパイル）で囲い、内部の湖水を抜いて湖底を露出させる工法で発掘調査が実施された。

### 調査結果
淡水湖の琵琶湖から採ってきた貝の殻を捨てた場所であるため、貝層を構成する貝殻は主にシジミなどの淡水性貝類である。90パーセントはセタシジミであるが、貝層中には哺乳類の骨（イノシシ、シカなど）、爬虫類の骨（スッポンなど）、魚類の骨（ギギ、コイ、ナマズ、フナ、ワタカなど）などのように貝類以外の動物遺存体も包含されていた。さらにトチの実やドングリ（イチイシイの実）の皮やヒシなどの植物遺存体も検出された。また土器等の人工物も出土した。
炭素14による放射性炭素年代測定の結果、粟津湖底遺跡（粟津貝塚）は、縄文時代中期にあたる約4000年前から5000年前に形成されたと考えられている。ただし9000年以上前のヒョウタンの種子や、ヒシやクリやコナラの果皮の破片も検出された。琵琶湖の水位変動に伴って湖底に沈んだため、微生物によって分解されやすい動物・植物遺存体も現代まで完全には分解されることなく残っていた。
このためこの貝塚が形成された時代の食生活を知る考古学的資料となり、縄文時代の西日本内陸地域の生活を知る上で貴重な遺跡となっている。